# Номарх
Номарси су били управници староегипатских провинција.

## Историја
Назив "Нома" и "Номарх" потичу од грчке речи nomos - провинција. Стари Египат био је подељен на 42 номе. Сваком од нома управљао је номарх. Подела је настала још током Старог царства, а постојала је до римског доба. Титула се користи и у модерној Грчкој за управнике префектура Грчке.